# 本特·汉森
本特·汉森（丹麥語：Bent Hansen，1933年9月13日—2001年3月8日），丹麦男子足球运动员，场上位置是中场。他曾代表丹麦国奥队参加1960年夏季奥林匹克运动会足球比赛，获得一枚银牌。